# Ermita de San Vicente Ferrer (Cuevas de Vinromá)
La Ermita de San Vicente Ferrer de la población Cuevas de Vinromá, está situada en el Pla de Sant Vicent, en el camino del Mas dels Arcs, antes de llegar al cementerio, a unos 300 metros de la población.

## Historia
Fue construida a principios del siglo XVII, ya que en la parte superior de la portada aparece inscrito el año 1614. Y puede haberse edificado en conmemoración del segundo aniversario del paso del santo por estas tierras.
Adosada al edificio estaba la vivienda del ermitaño, pero después de muchos años de abandono, se procedió a una rehabilitación, y se suprimió la vivienda, dejando al descubierto los contrafuertes, y además, se ha incidido en los alrededores, creando un espacio lúdico.

## Arquitectura
Edificio de una nave, con contrafuertes que lo dividen en tres tramos, además de la capilla mayor, y coro alto a 
los pies. Arcos de medio punto soportan una cubierta con bóveda de crucería simple, mientras el 
presbiterio tiene una cubierta de bóveda de crucería con terceletes. La fachada, sencilla, está 
presidida por una puerta con 
arco de medio punto, con un alfiz circular que rodea las dovelas, y por encima, una ventana rectangular, y la cornisa, en dos vertientes, coronada por una espadaña. Ventanas saeteras iluminan el interior.
El templo está construido en mampostería, excepto el arco de la puerta y la parte final de los contrafuertes, que son de sillares para mejorar la solidez estructural. La cubierta es de tejas a dos aguas.

## Festividad
A principioss del siglo XX aún se celebraba una romería anual a la ermita, y actualmente se celebra un día de fiesta.